# Alto Comisionado para la lucha contra la pobreza infantil
El Alto Comisionado para la lucha contra la pobreza infantil fue un órgano del Gobierno de España, dependiente orgánicamente de la Presidencia del Gobierno, encargado de la coordinación de actuaciones dirigidas a luchar contra la desigualdad y la pobreza infantil.
El último titular fue Ernesto Gasco, que asumió el 29 de enero de 2020.

## Historia
El Alto Comisionado fue un órgano de nueva creación, sin ningún precedente en España. Se creó por Real Decreto 419/2018, de 18 de junio, con el objetivo de, en palabras de su impulsor, el presidente del Gobierno, Pedro Sánchez, «poner el acento de las políticas del Gobierno en la lucha contra la pobreza infantil». Esto se debió a que como resultado de la crisis económica, según el Informe AROPE del Instituto Nacional de Estadística, un 32,9% de los menores en España se hallaba en riesgo de pobreza y exclusión social, lo que se traduciría en cerca de 2,8 millones de menores.
En septiembre de 2019, la alta comisionada, María Luisa Carcedo, fue nombrada ministra de Sanidad, Consumo y Bienestar Social, siendo sustituida por Pau Marí-Klose. Éste cesó en marzo de 2019 para presentarse a las elecciones generales de abril de 2019, asumiendo las funciones de alto comisionado de forma interina la directora de la Oficina, Sandra León Alfonso, que renunció a finales de junio, asumiendo interinamente las funciones la subdirectora de la Oficina Amparo González Ferrer.
Finalmente, en enero de 2020 se nombró al tercer y último titular de este cargo, Ernesto José Gasco Gonzalo. El órgano fue suprimido en noviembre de 2023, asumiendo sus funciones el nuevo Ministerio de Juventud e Infancia.

## Funciones
Las funciones del Alto Comisionado se regulan en el artículo 11 del Real Decreto 136/2020, y son: 
- Establecer instrumentos de planificación y seguimiento de políticas públicas dirigidas a luchar contra la pobreza infantil.
- Diseñar sistemas de evaluación del impacto de las decisiones políticas en la desigualdad y la pobreza infantil.
- Proponer a los departamentos ministeriales medidas e iniciativas en los ámbitos de su competencia.
- Elaborar análisis y estudios sobre desigualdad y pobreza infantil.
- Impulsar la actuación de la Administración General del Estado en el ámbito de sus competencias y establecer relaciones de colaboración y cooperación con otras Administraciones territoriales.
- Analizar el estado de la protección de la infancia de acuerdo con la Convención sobre los derechos del Niño y el resto de acuerdos internacionales suscritos sobre la materia.

## Estructura
Dependiente del Alto Comisionado, existe una Oficina del Alto Comisionado para la lucha contra la pobreza infantil con funciones de apoyo técnico. Posee rango de dirección general.
A abril de 2023, la Oficina estaba compuesta por:

### Oficina del Alto Comisionado
- Directora de la Oficina: Albert Arcarons Feixas
- Vocales asesores:
Albert Arcarons Feixas
Gabriela Jorquera Rojas
- Consejeros técnicos:
Adrián Fernández Rivas
Pilar Baselga Bayo
- Responsable de comunicación:
Raquel Cernuda Rodríguez
- Secretaria:
Judith Martínez Gamen

Asimismo, el Alto Comisionado posee un Consejo Asesor, formado por catorce expertos.

## Altos Comisionados
Indica a los altos comisionados en funciones
| Nº | Imagen | Nombre                     | Desde                    | Hasta                    |
| 1º |        | María Luisa Carcedo        | 21 de junio de 2018      | 12 de septiembre de 2018 |
| 2º |        | Pau Vicent Marí Klose      | 14 de septiembre de 2018 | 22 de marzo de 2019      |
| -  |        | Sandra León Alfonso        | 22 de marzo de 2019      | 25 de junio de 2019      |
| -  |        | Amparo González Ferrer     | 25 de junio de 2019      | 29 de enero de 2020      |
| 3º |        | Ernesto José Gasco Gonzalo | 29 de enero de 2020      | 29 de noviembre de 2023  |